# Urophyllum wichmannii
Urophyllum wichmannii är en måreväxtart som beskrevs av Theodoric Valeton. Urophyllum wichmannii ingår i släktet Urophyllum och familjen måreväxter. Inga underarter finns listade i Catalogue of Life.